# Pedroma
Pedroma é uma aldeia de São Tomé e Príncipe, localiza-se no Distrito de Cantagalo, ilha de São Tomé, próxima às localidades de Pian Pian, Monte Estoril e de Clara Dia.